# Юссі Маркканен
Юссі Маркканен (фін. Jussi Markkanen; 8 травня 1975, Іматра, Фінляндія) — фінський професійний хокейний воротар.

## Ігрова кар'єра
Виступав за фінські клуби «СайПа», «Таппара» та «Йокеріт», російські «Лада» та ЦСКА (Москва), швейцарський ХК «Цуг» у НХЛ за «Едмонтон Ойлерз» та «Нью-Йорк Рейнджерс».
Юссі Маркканен був обраний «Едмонтон Ойлерз» в п'ятому раунді драфту НХЛ 2001 року під номером 133.

## Кар'єра гравця національної збірної
У складі національної збірної Фінляндії грав на чемпіонатах світу з хокею із шайбою 2002, 2004 та 2008; учасник зимових Олімпійських ігор 2002.

## Постігрова діяльність
Юссі є співвласником клубу «Сайман Палло».

## Приватне життя
Юссі Маркканен одружений, його дружину звуть Санна. 23 вересня 2008 року в Москві сталася трагедія, з вікна шостого поверху випав та розбився на смерть менший син Юссі Маркканена Оллі-Матіас. Йому було всього 4 роки. У подружжя є ще старший син.